# Китоголов
Китоголо́в (Balaeniceps rex) — вид птахів ряду лелекоподібних. Єдиний сучасний представник родини китоголовових (Balaenicipitidae). Займає проміжне становище між чаплями і лелеками та зберігає деякі риси пеліканоподібних. Деякі дослідження ДНК свідчать про його належність саме до пеліканоподібних. Осілий птах, поширений у тропічних районах Східної Африки. Чисельність виду скорочується. Гнізда влаштовує на заломах очерету. Живиться переважно рибою.

## Опис

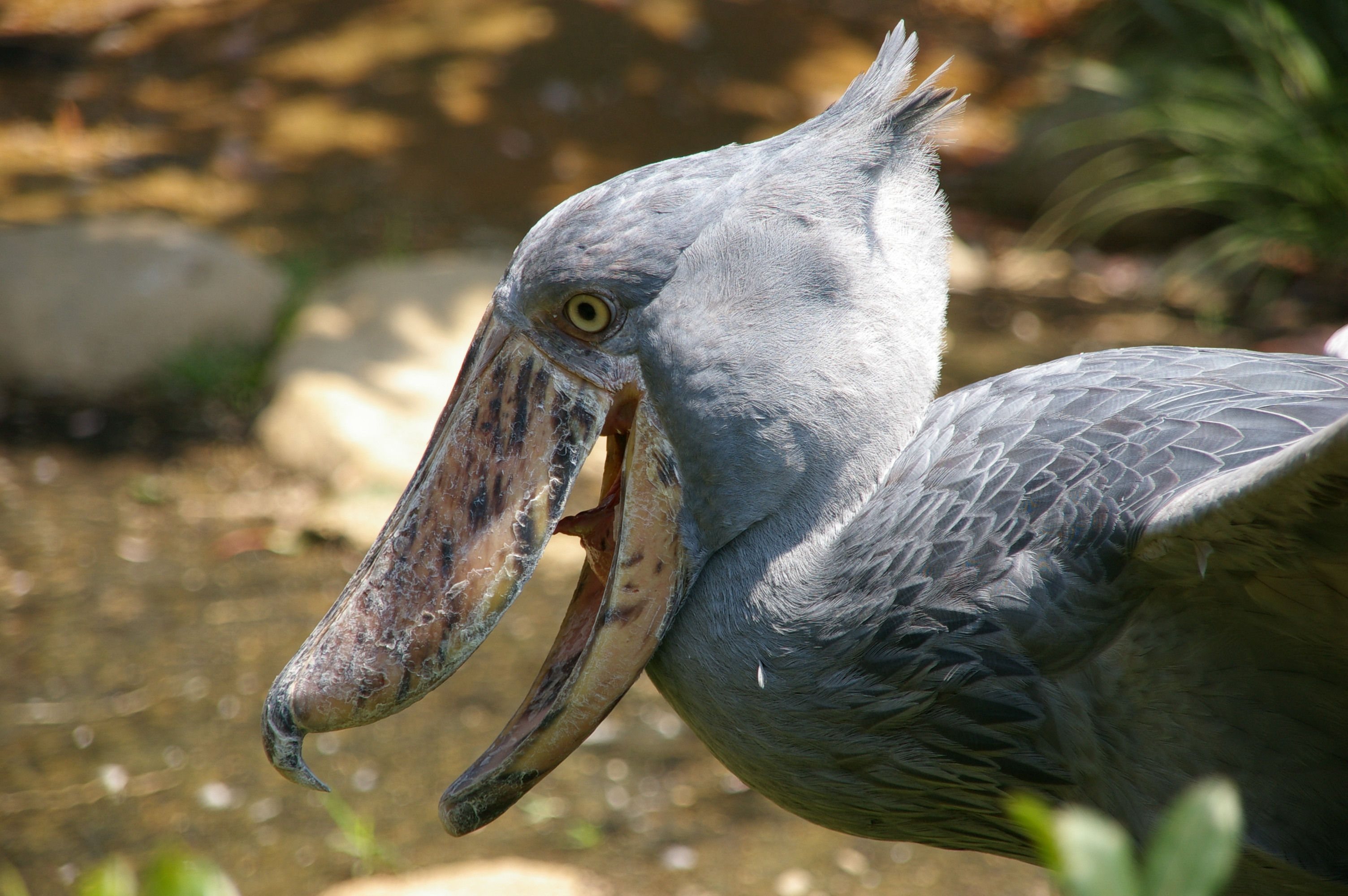
Найхарактернішою рисою цього птаха є його дзьоб

Великий птах, зазвичай мають висоту 110—140 см, тоді як окремі особини можуть досягати 152 см. Довжина тіла (від хвоста до кінчика дзьобу) в межах 100—140 см, розмах крил 230—260 см. Вага від 4 до 7 кг. Самці більші за самок — важать в середньому 5,6 кг, тоді як самки 4,9 кг. Найхарактернішою рисою цього птаха є його масивний і широкий дзьоб — приплюснутий зверху, з гострими краями наддзьобка і піддзьобка та невеликим гострим гачком на кінці. Довжина наддзьобка становить 18,8-24 см. Шия відносно коротка порівняно з іншими довгоногими птахами (чаплями і журавлями). Крила широкі, довжиною 58,8-78 см, добре пристосовані до ширяння. Забарвлення темне, свинцево-сіре. На голові невеликий чуб. Очі розташовані у передній частині черепу, що збільшує поле бінокулярного зору.
Тримається зазвичай поодиноко або парами, вкрай рідко невеликими групами. У польоті нагадує чаплю: так само втягує шию і витягує ноги. Політ важкий, повільний, можуть ширяти на нерухомих крилах.
Тривалість життя може досягати 50 років.

## Таксономія
Традиційно вид відносять до ряду лелекоподібних. Нещодавні дослідження, показали, що китоголов в систематичному положенні ближче до пеліканів (на основі анатомічного порівняння) (Mayr, 2003) або чапель (на основі біохімічних даних) (Hagey et al., 2002). Недавні дослідження ДНК показали, що китоголов повинен бути віднесений до ряду пеліканоподібних.

## Поширення та місця існування
Поширений широко у тропічних країнах Східної Африки, проте зустрічається локально: Центральноафриканська Республіка, Республіка Конго, Демократична Республіка Конго, Руанда, Південний Судан, Судан, Танзанія, Уганда, Замбія.
Круглорічно мешкає в сезонних низинних болотах, де серед рослинності домінує папірус (Cyperus papyrus) у поєднанні з очеретом (у тому числі рід Phragmites), рогозом (Typha) та різноманітними трав'янистими рослинами. У позагніздовий період китоголов зазвичай тримається на мілководдях.

## Чисельність
Популяцію китоголова оцінюють в 5-8 тис. особин, серед яких 3,3-5,3 тис. статевозрілих птахів. Найбільша кількість птахів мешкає в Південному Судані (близько 5 тис.). Чисельність виду скорочується. Тому китоголов за критеріми МСОП належить до уразливих видів.

## Гніздування
Осілий птах. Моногам. Статевої зрілості досягає у віці 3-4-х років. Гніздовий сезон дуже розтягнутий, яйця відкладає наприкінці сезону дощів, коли рівень води спадає. Гніздо влаштовує у прихованому місці. Це масивна споруда, що складається з стебел водних рослин шириною 1-1,7 м (інколи до 3-х м), яка розміщується на заломах рослинності, або невеликих острівцях, завжди серед папірусу. У кладці зазвичай 2 блакитнувато-білих яйця, інколи буває 3. Розмір яєць: довжина 80-90 мм, ширина 56-61 мм, вага в середньому 164 г. Інкубація триває близько 30 діб. Пташенята, що вилупилися, вкриті коротким сірим пухом та є безпорадними. Пташенят вигодовують відрижками здобичі обидва з батьків. Хоча китоголови зазвичай висиджують більше одного пташеня, вони вирощують лише одного. Молодших пташенят зазвичай залишають помирати, якщо тільки старші не слабкі або не виживають . Молоді птахи залишають гніздо у середньому у віці 112 днів. Як правило, з гнізда вилітає тільки одне пташеня. Після вильоту ще протягом місяця дорослі птахи їх підгодовують.

## Живлення
В раціоні домінує риба, головним чином дводишна риба протоптер (Protopterus aethiopicus); також поліптер (Polypterus senegalus), а також соми кларіїв (Clarias) та тиляпій (Tilapia). Може також здобувати інших водних тварин: жаб, молодих крокодилів і водяних змій, а також гризунів та молодих водоплавних птахів. Раціон має суттєві регіональні відмінності — протоптер та соми є головною здобиччю в Уганді, тоді як в Замбії — соми та змії.
Здобич здобуває переважно стоячи тривалий час на одному місці, після чого робить короткий кидок. Інколи може повільно ходити на мілководді.